# Sven Botman
Sven Botman, född 12 januari 2000 i Badhoevedorp, är en nederländsk fotbollsspelare (mittback) som spelar för Newcastle United i Premier League.

## Klubbkarriär
Den 28 juni 2022 värvades Botman av engelska Newcastle United, där han skrev på ett femårskontrakt.

## Meriter
Lille
- Ligue 1: 2020/2021
- Trophée des Champions: 2021